# Mystras
Mystras (Grieks: Μυστράς, ook wel: Μυζηθράς, Mizithras of Myzithras), meestal gespeld als Mistrás, is een laat-Byzantijnse spookstad op de Peloponnesos, zo'n 7 km ten westen van het moderne Sparta.
In 1249 bouwde de Franse kruisridder Willem II van Villehardouin een vesting op een 634 meter hoge uitloper van de Taigetos. Aan de voet ervan vestigden zich algauw bewoners van Sparta, die rekenden op de bescherming van de burgheer, waardoor er een nieuwe stad ontstond.
Tien jaar later werd Van Villehardouin echter gevangengenomen door de Byzantijnen en als losgeld moest hij zijn bezittingen in de Mórea, zoals het schiereiland toen heette, afstaan aan keizer Michaël Palaeólogos. Zo kwam Mystrás onder Byzantijns bestuur en de stad breidde zich snel uit: in de bloeitijd woonden er 42.000 mensen. Van 1350 tot 1460 was het de residentie van de Byzantijnse stadhouder - despoot geheten -, steeds een zoon of broer van de regerende keizer. De despoten verfraaiden de stad met kerken, kloosters en paleizen en maakten Mystrás tot een centrum van cultuur ("het Griekse Florence"), waar tevens de zijde-industrie floreerde, en waar men het verval van Constantinopel op veilige afstand bleef volgen.
Hier studeerde en doceerde Gemistós Pléthon, de laatste universele geleerde van Byzantium, die de gedachten van Plato opnieuw in het westen zou introduceren.
Van 1460 tot 1687 heersten er de Turken, daarna de Venetianen (1687 tot 1715) en toen weer de Turken (1715 tot 1825). De stad had verschillende belegeringen te doorstaan, maar de fatale klap kwam in 1770. Tijdens de chaos die volgde op de Orlofika stuurden de Turken ongeregelde Albanese horden uit om de Grieken te velde een lesje te leren. Deze plunderende roversbenden trokken ook Mystras binnen en legden de stad in de as. Deze plundering én de verwoestingen tijdens de vrijheidsoorlog betekenden het einde van Mystras. De meeste inwoners zijn hierna naar het nieuwgebouwde Sparta verhuisd, dat op last van de eerste Griekse koning Otto I gebouwd was.
Akropolis van Athene · Oude stad Corfu · Historisch centrum met klooster van de Heilige Johannes "de Theoloog" en grot van de Apocalyps op het eiland Patmós · Tempel van Apollon Epikourios · Athos · Delos · Delphi · Heiligdom van Asklepios in Epidaurus · Vroeg-christelijke en byzantijnse monumenten in Thessaloniki · Kloosters van Dafni, Osios Loukas en Nea Moni · Meteora · Middeleeuwse stad Rhodos · Archeologisch Mycene en Tiryns · Archeologisch Mystras · Archeologisch Olympia · Pythagoreion en Heraion van Samos · Archeologische site van Aigai · Archeologische site van Philippi
- Bibliothèque nationale de France: cb119451036 (data)
- Catàleg d'autoritats de noms i títols de Catalunya: 981058614745706706
- Gemeinsame Normdatei: 4039597-2
- Library of Congress Control Number: n80097781
- Nationale Bibliotheek van Israël: 987007554914305171
- LIBRIS: 123517
- Système universitaire de documentation: 027400921
- Virtual International Authority File: 159446889